# Food Security Center
Das Food Security Center (auch FSC genannt) ist ein Exzellenzzentrum für Austausch und Entwicklung an der Universität Hohenheim und gehört zum DAAD-Programm exceed – Hochschule in der Entwicklungszusammenarbeit, das vom Bundesministerium für wirtschaftliche Zusammenarbeit und Entwicklung (BMZ) gefördert wird. Es leistet weltweit einen innovativen und wirkungsorientierten wissenschaftlichen Beitrag zur Verminderung von Hunger und Verbesserung der Ernährungssicherung und trägt dadurch zur Erreichung der UN Sustainable Development Goals (SDGs), insbesondere zu „zero hunger“ (SDG 2) und „no poverty“ (SDG 1), bei. Basierend auf einem interdisziplinären Ansatz in Lehre, Forschung und Politikberatung arbeitet das Food Security Center eng mit nationalen und internationalen Organisationen sowie mit Institutionen im Hochschulwesen aus Entwicklungsländern zusammen. Forschungsthemen sind neben der Verfügbarkeit von Nahrungsmitteln der Zugang und die Verwendung dieser, aber auch Qualität und Sicherheit von Nahrungsmitteln sowie deren Verwertung. Besonders wird dabei auf die Rolle der Geschlechter und der Nachhaltigkeit des landwirtschaftlichen Produktionsprozesses und der Wertschöpfungsketten Bezug genommen.